# دومنيك بيتز
دومنيك بيتز (بالألمانية: Dominic Peitz)‏ (11 سبتمبر 1984 بغيسيكه في ألمانيا - ) هو لاعب كرة قدم ألماني في مركز الوسط. لعب مع بادربورن 07 ونادي آوغسبورغ ونادي كارلسروه وهانزا روستوك ويونيون برلين ونادي أوسنابروك وفيردر بريمن 2 ‏.

## روابط خارجية
- دومنيك بيتز على موقع قاعدة بيانات كرة القدم.إي يو (الإنجليزية)
- دومنيك بيتز على موقع بيانات كرة القدم. دي إي (الألمانية)
- دومنيك بيتز على موقع Soccerway.com (الإنجليزية)
- دومنيك بيتز على موقع عالم كرة القدم.نت (الإنجليزية)